# Mugello
Mugello är ett landskap i Toscana i Italien, alldeles nordöst om Florens. Mugello sträcker sig över kommunerna Barberino di Mugello, Borgo San Lorenzo, Dicomano, Firenzuola, Marradi, Palazzuolo sul Senio, San Piero a Sieve, Scarperia, Vaglia och Vicchio.
I området kring Scarperia finns Mugellobanan på vilken det körs motorcykeltävlingar.